# 維利希弗洛伊特河

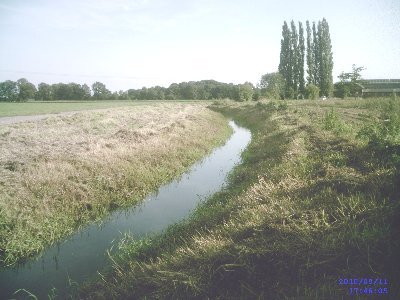

51°18′04″N 6°23′47″E / 51.301246950379536°N 6.396274566650391°E
維利希弗洛伊特河（德語：Willicher Fleuth），是德國的河流，位於該國西部，處於北萊茵-威斯特法倫州，屬於尼爾斯河的支流，河道全長13.1公里，流域面積70.9平方公里。